# 12381 Hugoclaus
12381 Hugoclaus (1994 PH30) là một tiểu hành tinh vành đai chính được phát hiện ngày 12 tháng 8 năm 1994 bởi E. W. Elst ở Đài thiên văn Nam Âu.